# Nona Hendryx
Nona Hendryx (Trenton (New Jersey), 9 oktober 1944) is een Amerikaanse muzikante (zang, piano, gitaar), producent, songwriter, schrijfster en actrice. Hendryx staat bekend om haar werk als soloartieste en als een derde van het trio Labelle, dat een hit had met Lady Marmalade. Haar muziek varieerde van soul, funk en r&b tot hardrock, new wave en new age. Ze verklaarde in een interview dat de achternaam van haar familie oorspronkelijk was gespeld met een 'i' en dat ze een verre nicht is van gitarist Jimi Hendrix.

## Biografie
Hendryx werd geboren in 1944 in Trenton, New Jersey, waar ze de in New Jersey geboren collega Sara Dash ontmoette en later de in Philadelphia geboren zangeres Patricia Holte (Patti LaBelle). Na een kortstondige periode als lid van de Del-Capris, vormden Hendryx en Dash een zanggroep met Holte (ooit de leadzanger van de meidengroep The Ordettes uit Philadelphia). In 1961 werd Cindy Birdsong uit Camden (New Jersey) het vierde lid van de groep, die de Bluebelles werd en hun eerste deal tekende bij Newtown Records.
Na de publicatie van hun debuuthit I Sold My Heart to the Junkman uit 1962, veranderde hun naam weer in Patti LaBelle and the Bluebelles. Hendryx' schorre alt verschilde van Dash' scherpe sopraan, LaBelle's mezzosopraan en Birdsongs tweede sopraan. Tijdens deze periode werd de groep bekend om hun emotionele liveoptredens en hun vertolkingen van klassieke standards zoals You Never Walk Alone, Over The Rainbow en Danny Boy. De groep nam het vaak op tegen meidengroepen als The Chantels,The Shirelles en The Supremes. In 1967 waren Hendryx, LaBelle en Dash geschokt, toen ze ontdekten dat Birdsong zich in het geheim bij The Supremes had gevoegd, nadat Florence Ballard door Motown uit de groep was gezet. Verschillende leden van de groep hebben door de jaren heen contact gehad met Birdsong. Birdsongs relatie met de Bluebelles werd beter en ze kwamen weer samen voor de ceremonie, toen de groep in 1999 een R&B Foundation Lifetime Achievement Award won.

### Labelle
Gedurende de volgende drie jaar worstelde de groep tegen het veranderende muzikale landschap, waardoor het geluid van hun meidengroep uit de gratie was geraakt bij het populaire publiek. In 1971 verhuisden ze naar het Verenigd Koninkrijk, waar ze een cult-fanbase hadden en op advies van Vicki Wickham veranderden ze hun naam in Labelle en gooiden ze de jurken en gezwollen pruiken weg voor jeans en afros. Met het uitbrengen van overgangsalbums, waaronder Labelle uit 1971 en Moon Shadow uit 1972, nam de groep opgenomen materiaal met seksuele en politieke onderwerpen op, ongehoord voor een volledig vrouwelijke zwarte groep. De overgang was moeilijk voor leadzangeres LaBelle, die een fan was van de ballads uit het vroege tijdperk van de groep, maar ze gaf uiteindelijk toe. Sara Dash bleef neutraal gedurende de hele periode van de groep. Kort na het uitbrengen van Labelle werd de groep de openingsact van The Who, wiens producent Kit Lambert het Warner-debuut van de groep had geproduceerd. In diezelfde periode openden ze ook voor Laura Nyro en zongen een back-up op haar album Gonna Take a Miracle.
Na de publicatie van Moon Shadow werd Hendryx de belangrijkste songwriter voor de meeste platen van de groep, terwijl LaBelle en Dash af en toe hun eigen materiaal schreven. Na een succesvolle opening voor The Rolling Stones tijdens de Amerikaanse tournee van de groep in 1973, bracht de groep Pressure Cookin' uit, waar ze opnieuw een nieuwe look aannamen als glamrock, space-age diva's. Als songwriter schreef Hendryx vervolgens krachtige ballads (You Turn Me On en Nightbird van Nightbirds, Going Down Makes Me Shiver van Labelle's laatste album Chameleon) en een schat aan meer uptempo nummers (Space Children, Messin' with My Mind, Gypsy Moths en Who's Watching the Watcher). Haar thema's waren onconventioneel, divers en vaak experimenteel. Haar compositie A Man in a Trenchcoat (Voodoo) van Chameleon markeerde ook Hendryx' eerste keer dat zij de leadzang op een album zong. In 1974 haalde de groep goud met de publicatie van Nightbirds na de publicatie van de hit Lady Marmalade. In haar memoires Don't Block the Blessings schrijft Labelle-frontvrouw Patti LaBelle het uiteenvallen van de band in 1976 toe aan muzikale en persoonlijke spanningen binnen de groep. Labelle, Dash en Hendryx begonnen allemaal aan een solocarrière. Wickham bleef bij Hendryx om haar solocarrière te leiden.

### Solocarrière
In 1977 bracht Hendryx haar eerste soloalbum uit, een titelloze collectie. Het was een mix van soul en hardrock en bevatte opmerkelijke nummers als Winning (later opgenomen door Santana) en de ballad Leaving Here Today. Het verdween snel van de planken en Hendryx werd uit Epic Records gezet. Vervolgens nam ze vier singles op voor Arista Records (Londen), die ook geen hitparade haalden. Ze had succes met sessiewerk in deze periode, met name als achtergrondzang voor Talking Heads en ging met hen op tournee. Ze verscheen voor het eerst op het grote Heatwave-festival in augustus 1980. Ze droeg het nummer Checkmate bij op Dusty Springfields album It Begins Again in 1978 (de eerste van Springfields meervoudige pogingen tot een comeback).
In het begin van de jaren 1980 stond Hendryx aan het hoofd van haar eigen progressieve artrockgroep Zero Cool met gitarist Naux (China Shop, Richard Hell), bassist Michael Allison (Darshan Ambient), gitarist Kevin Fullen en drummer Jimmy Allington. Tegelijkertijd zong ze met de experimentele funkgroep Material en behaalde ze een gigantische clubhit met Busting Out. Ze had kort daarna nog twee andere grote clubhits: de danceremake Love Is Like an Itching in My Heart van The Supremes en in Do What You Wanna Do in een leadzang gastplek voor The Cage. Material produceerde ook haar tweede album Nona in 1983. Het hippe, eigentijdse dancegeluid van dit album bleek beter te passen bij de hitlijsten, met de discomuziektijden en de single Keep It Confidential werd een bescheiden r&b-hit, geschreven door Ellie Greenwich, Jeff Kent, Ellen Foley en een remix van B-boys, die groot succes vonden in de dance charts. Transformation werd een belangrijk onderdeel van Hendryx en werd later gedekt door Fierce Ruling Diva. Een ander bijzonder opmerkelijk nummer op het album is de ballad Design for Living, met gasten Laurie Anderson, Gina Shock van The Go-Go's, Valerie Simpson van Ashford & Simpson, Tina Weymouth van Tom Tom Club en Talking Heads, Nancy Wilson van Hart en voormalig bandlid Patti LaBelle.
Halverwege de jaren 1980 werd Hendryx door RCA Records gerekruteerd om liedjes op te nemen voor verschillende soundtracks, waaronder het thema Moving Violations, I Sweat (Going Through the Motions), een commerciële hit voor Hendryx uit de Jamie Lee Curtis-film Perfect en Transparant van het Eddie Murphy-medium Coming to America. Haar album The Art of Defense kwam uit in 1984. In 1985 schreef en nam Hendryx Rock This House op met Keith Richards van haar album The Heat. Het nummer werd genomineerd voor een Grammy Award. In datzelfde jaar veroorzaakte de MTV-uitzending van de video I Need Love enige controverse over de aanwezigheid van dragqueens. Als gevolg hiervan werd het snel verwijderd uit de afspeellijst van MTV. In hetzelfde jaar nam ze ook deel aan het Artists United Against Apartheid-project met het nummer Sun City, opgenomen samen met de artiesten Bruce Springsteen, Little Steven, Bono van U2, Eddie Kendricks, Hall & Oates, Bobby Womack, Lou Reed en vele anderen. Dit was een van de grootste en sterkste protestliederen tegen de apartheid van Zuid-Afrika in die dagen. Haar grootste commerciële succes kwam met de single Why Should I Cry? uit 1987, een top 5 r&b-hit die ook #58 bereikte in de Billboard Hot 100. Het begeleidende album Female Trouble had een indrukwekkende lijst van medewerkenden, waaronder Peter Gabriel, Prince (Baby Go Go), George Clinton, David Van Tieghem en Mavis Staples. Rond deze tijd werd ze lid van de Black Rock Coalition, opgericht door Vernon Reid van Living Colour.
Hendryx nam een omweg van commerciële muziek met het new agenummer Skin Diver, geproduceerd door Peter Baumann, al jarenlang lid van Tangerine Dream. Het album werd over het algemeen begroet met positieve feedback van critici, maar was commercieel niet succesvol. Het titelnummer trok wel wat aandacht, net als Women Who Fly, dat later werd gecoverd door Jefferson Starship. Naast het duetalbum You Have to Cry Sometime met Billy Vera en een paar nummers die alleen voor compilaties bestaan, heeft Hendryx meer dan vijf albums aan muziek opgenomen, maar ze heeft er niets van kunnen uitbrengen vanwege gebrek aan interesse van grote en onafhankelijke platenlabels. Haar Epic-, RCA- en EMI-albums werden niet meer geperst en trokken pas onlangs de aandacht van gespecialiseerde labels voor heruitgave, maar het Greatest Hits-album Transformation werd in 1999 uitgebracht door Razor & Tie. Haar debuut soloalbum uit 1977 werd voor het eerst op cd uitgegeven door de T-Bird imprint van het Britse label voor heruitgave Cherry Red in het najaar van 2010. Het Britse r&b-label voor heruitgave Funky Town Grooves bracht eind 2011 The Heat uit op cd, inclusief drie bonustracks. Funky Town Grooves heeft plannen aangekondigd om zowel Nona als The Art of Defense begin 2012 uit te brengen. Elke cd moet zeven bonusnummers bevatten.
Hendryx hield zich ook bezig met acteren. Ze schreef en speelde het thema voor Landlord Blues (1987), terwijl ze ook een kleine rol in de film speelde als advocaat Sally Viscuso. Ze speelde zichzelf in de Pam Grier-serie van Linc's eind jaren 1990 en aan het einde van de show begeleidde ze zichzelf op de piano voor Lift Every Voice. Meest recent verscheen ze in het derde seizoen van The L Word, dat werd afgesloten met Grier, Hendryx en het trio BETTY, die een cover zongen van het Hendryx-nummer Transformation. Ze is betrokken geweest bij vele muzikale samenwerkingen, zowel voor haar zang als voor haar songwriting. Een van haar eerste samenwerkingen was met Jerry Harrisons (Talking Heads) album The Red and The Black in 1981. In 1992 nam ze het duet Urgently in Love op met Billy Crawford. In 1998 trad ze op in de video van de raphit It's a Party met Bounty Killer. Ze heeft liedjes geschreven voor Dusty Springfield en Ultra Naté. Ze heeft albums geproduceerd voor Lisa Lisa en The Bush Tetras. Andere artiesten met wie ze in de loop der jaren heeft opgenomen, zijn onder meer David Johansen, Yoko Ono, Cameo, Talking Heads (3 albums), Garland Jeffreys, Dan Hartman, Afrika Bambaataa (met een duet van Giving Him Something He Can Feel met Boy George), Rough Trade, Curtis Hairston en Graham Parker over Soul Christmas. In het begin van het huidige decennium werd Hendryx gevraagd om op twee albums van Paul Haslinger te verschijnen. Ze zong leadzang voor de twee nummers Higher Purpose en Beginning to End, die op de soundtrack van de Showtime-serie Sleeper Cell stonden.

### Latere carrière en Labelle-reünies
Hendryx toert nog steeds en heeft muziek geschreven voor het theater, liedjes voor het toneelstuk met muziek Blue. Sandra St. Victor (The Family Stand) rekruteerde dochters van beroemde Afro-Amerikaanse soul/blues-iconen - waaronder Lalah Hathaway, Simone, Indira Khan en Leah McCrae - samen met spirituele dochters Joyce Kennedy, Caron Wheeler en Nona om de groep Daughters of Soul te vormen, die veel succes kende, vooral op het Europese tourneecircuit. Hendryx richtte in 2005 Rhythmbank op, haar eigen platenlabel met Bob Banks. Ze brachten verschillende ep's en albums uit, de Showtime-serie Sleeper Cell en een gospelalbum van protegé Najiyah Threatt. Sinds het uiteenvallen van Labelle zijn Patti, Sarah en Nona af en toe herenigd. Deze reünies omvatten de video Live in New York van Patti LaBelle, de dancehit Turn It Out van de soundtrack To Wong Foo, Thanks for Everything! Julie Newmar (1995) en twee televisiespecials. In januari 2006 kwam Labelle opnieuw samen om Dear Rosa op te nemen, een eerbetoon aan de leider van burgerrechten Rosa Parks. Labelle zong ook het themalied voor de soundtrack van de film Preaching to the Choir, waarbij Nona de componist van de soundtrack van de film was. Eind 2008 bracht Labelle hun comebackalbum Back to Now uit en ging op een succesvolle concerttournee die doorging in de lente van 2009.
Hendryx heeft een kinderboek geschreven met de titel The Brownies.
Op 27 mei 2010 voerde Hendryx selecties uit uit Skindiver, een scifi-musical die ze samen schrijft met Charles Randolph-Wright. De verrassingsshow was bij Busboys and Poets in Washington D.C. en werd gesponsord door Arena Stage. Hendryx & Wright presenteerden in 2011 twee late-night geënsceneerde lezingen van Skindiver in de Arena Stage. In september 2012 ontving Hendryx' downloadalbum Mutatis Mutandis een cd-publicatie. Om het album te promoten, verscheen Hendryx op 28 november 2012 in Later with Jools Holland van de BBC. In februari 2013 was ze een speciale gast als onderdeel van The World of Captain Beefheart, een eerbetoonconcert. Hendryx bracht in 2016 verschillende singles uit, waaronder een samenwerking met de Amerikaanse dj en het productieduo Soul Clap, wat resulteerde in het nummer Shine (This Is It), die later op hun gelijknamige album werd opgenomen, en een ep-publicatie in 2017. Dat jaar werkte ze ook samen met gitarist Gary Lucas, wat resulteerde in het album The World of Captain Beefheart, een verzameling covers van nummers van artiest Captain Beefheart. In februari 2018 bracht Hendryx de vijf nummers tellende ep Keep Funkin uit bij Soul Clap Records.

## Activisme
In 2001 besprak ze haar biseksualiteit in een interview met The Advocate magazine; verder is ze in de loop der jaren een homorechtenactiviste geworden. In de zomer van 2008 sloot ze zich aan bij Cyndi Lauper op haar True Colours Tour, om het bewustzijn van discriminatie en de LGBT-gemeenschap te vergroten.

## Discografie

### Albums
- 1977: Nona Hendryx (Epic Records)
- 1983: Nona (RCA Records)
- 1984: The Art of Defense (RCA)
- 1985: The Heat (RCA)
- 1987: Female Trouble (EMI)
- 1989: Skin Diver (Private Music)
- 1992: You Have to Cry Sometime (met Billy Vera) (Shanachie)
- 2011: It's Time (met Kahil El'Zabar's Ethnics) (Katalyst Entertainment)
- 2012: Mutatis Mutandis (Righteous Babe Records)
- 2017: The World of Captain Beefheart (met Gary Lucas) (Knitting Factory Records)

### Compilaties
- 1999: Transformation – The Best of Nona Hendryx (Razor & Tie)
- 2001: Rough & Tough (EMI) (kortom, een herverpakte versie van Female Trouble-album (1987) met 2 uitgebreide/dansmixen toegevoegd)

### Singles & ep's
- 1977: Everybody Wants to Be Somebody (Epic)
- 1979: You're the Only One That I Ever Needed (Arista Records)
- 1979: Love It (Arista)
- 1979: Snakes Alive (Arista)
- 1980: Love Is Like an Itching in My Heart (Barclay)
- 1980: Busting Out (Island Records)
- 1980: Holiday (Island Records)
- 1982: Do What You Wanna Do (Metropolis)
- 1982: Do What You Wanna Do, Hot Tracks Remix 1983
- 1983: Keep It Confidential (RCA Records) (geschreven door Ellie Greenwich, Jeff Kent, Ellen Foley)
- 1983: Keep It Confidential, Hot Tracks Remix (geschreven door Ellie Greenwich, Jeff Kent, Ellen Foley)
- 1983: Transformation (RCA Records)
- 1983: B-Boys (RCA Records)
- 1984: I Sweat (Going Through The Motions) (RCA Records)
- 1984: To the Bone (RCA Records)
- 1984: Heart of a Woman (RCA Records)
- 1985: If Looks Could Kill (D.O.A.) (RCA Records)
- 1985: I Need Love (RCA Records)
- 1987: Baby Go-Go (EMI Records)
- 1987: Why Should I Cry? (EMI Records)
- 1987: Winds of Change (Mandela to Mandela), (EMI Records)
- 1989: SkinDiver, Private Music Records
- 1989: Women Who Fly (Private Music Records)
- 1992: Urgently in Love, (met Billy Crawford)
- 1998: It's a Party, (Bounty Killer)
- 2010: The Ballad of Rush Limbaugh
- 2011: The Tea Party
- 2016: In Praise of Older Men (Father, Brother, Lover, Son)
- 2016: Walk with Me
- 2016: Shine (This Is It) (Soul Clap Records)
- 2017: Shine (This Is It) (Soul Clap Records) (ep)
- 2018: Keep Funkin (Soul Clap Records)

## Filmografie

### Film, televisie, theater en radio
- 1978: Sgt. Pepper's Lonely Heart's Club Band, Cameo in finale, (MCA Inc.)
- 1978: Playback '78, (interview, radio)
- 1978: Interchords, (interview, radio)
- 1984: Heartbreakers (song Transformation)
- 1987: Landlord Blues, componist (muzikale score), vocalist (titelnummer), acteren (als advocaat Sally Viscuso) (film)
- 1995: Gospa, (componist), (MCA Inc.)
- 1996: People: A Musical Celebration, (componist, televisie)
- 2001: Blue, (componist, theater)
- 2006: Preaching to the Choir, a.k.a. On the One,  (componist, film)
- 2006: The L Word, seizoen 3 aflevering 8 (als zichzelf, televisie)
- 2008: The Who's Tommy (The Acid Queen), Ricardo Montalbán Theatre (theater)

- Bibliothèque nationale de France: cb138951369 (data)
- Gemeinsame Normdatei: 134403088
- International Standard Name Identifier: 0000 0000 7364 1117
- Library of Congress Control Number: n92018076
- MusicBrainz: af78c8ec-0d33-4082-98f5-23281b65b109
- Nationale Bibliotheek van Israël: 987012493349905171
- Nederlandse Thesaurus van Auteursnamen: 071993398
- SNAC: w61c9hfc
- Virtual International Authority File: 10033381
- WorldCat: E39PBJgRXtdvWwgP9PTMyFqvpP